# ريتشوني
ريتشوني (بالإيطالية: Riccione)‏ هي بلدية في مقاطعة ريميني في إقليم إميليا رومانيا في إيطاليا. 

## السكان
في سنة 1861 بلغ عدد السكان 1٬943 نسمة، وتطور العدد ليصل في سنة 2011 لـ 34٬536 نسمة.
يظهر هذا المخطط البياني تطور النمو السكاني لـ ريتشوني

## أعلام
- أنجيلو بيرجامونتي
- باولو كونتي
- شويا توميزاوا
- أنتونيو بوسيني
- مارتينا كولمباري